# Piretroidi
I piretroidi sono una classe di insetticidi e acaricidi di sintesi. Sono gli analoghi sintetici delle piretrine, costituenti naturali dei fiori di Tanacetum cinerariifolium. Grazie alla similitudine della molecola, vanno difatti ad agire nello stesso modo dei corrispondenti di origine naturale, superando però il principale limite delle piretrine: la loro fotolabilità. Si hanno così a disposizione principi attivi molto più persistenti.
Il primo piretroide, alletrina, fu sintetizzato nel 1949. A causa della fotolabilità e quindi della breve persistenza i primi piretroidi non trovarono impiego nella difesa delle colture ma solo in ambito civile, perlopiù contro mosche e zanzare. Nel 1973 fu introdotta la deltametrina, capostipite di una nuova generazione di piretroidi, detti fotostabili, che trovarono impiego anche in ambito agricolo. 
Il meccanismo di azione è riconducibile ad alterazioni della trasmissione nervosa dell'insetto e l'azione avviene per contatto o ingestione. In ambito agricolo sono insetticidi esclusivamente "di copertura", cioè non in grado di penetrare nelle piante per difenderle in modo sistemico dagli attacchi degli insetti.
I piretroidi sono diffusi nei sistemi di nebulizzazione antizanzare e in generale in tutti i diffusori studiati per combattere zanzare, mosche e altri insetti.

## Effetti sull'uomo
Possono provocare sensazioni anomale al volto, piuttosto frequenti (dal 30 al 70% degli esposti), che compaiono dopo pochi minuti fino a un'ora dall'inizio dell'esposizione e durano non più di 24 ore. Talvolta vengono confuse con reazioni di tipo allergico.

## Principali piretroidi
- Deltametrina
- Cipermetrina
- Fenotrina
- Lambda-cialotrina
- Permetrina
- Transflutrina
- Pralletrina
- Tetrametrina

## Vantaggi
- Bassa tossicità per i cordati, salvo i pesci.
- Possibilità di usare piperonil butossido come sinergizzante, che ne migliora sia la persistenza (proteggendolo dalla degradazione operata dalla luce solare) sia il potere insetticida (ne aumenta la capacità di penetrazione nell'insetto).
- Tossicità nei confronti sia delle larve sia degli adulti.

## Svantaggi
- Insetticidi totali, non selettivi.
- Tossicità per i gatti.
- Persistenza.
- Non ammessi in agricoltura biologica (nella quale sono ammesse le piretrine).